# Hugo X de Lusignan
Hugo X de Lusignan, llamado el Moreno (ca.1185 - Damiette, 5 de junio de 1249), fue un noble francés, señor de Lusignan, conde de la Marche y de Angulema. Era hijo de Hugo IX de Lusignan y de Mahaut de Angulema.
Se casó con Isabel de Angulema, viuda de Juan sin Tierra, con la que su padre, Hugo IX de Lusignan, había estado comprometido antes de que Juan sin Tierra la raptara para casarse con ella en agosto de 1200.  Tuvieron 9 hijos:
1. Hugo XI de Lusignan (1221-1250), Conde de La Marche y Conde de Angulema. Casado con Yolanda de Dreux, condesa de Penthièvre y de Porhoet, con quien tuvo hijos.
2. Aymer de Lusignan (1222-1260), obispo de Winchester
3. Inés de Lusignan (1223-1269). Casada con Guillermo II de Chauvigny (d. 1270), con descendencia..
4. Alicia de Lusignan (1224 - 9 de febrero de 1256). Casada con John de Warenne, VII conde de Surrey, con quien tuvo hijos.
5. Guido de Lusignan (c. 1225 a 1264), murió en la Batalla de Lewes. (Tufton Beamish sostiene que huyó a Francia después de la batalla de Lewes y murió allí en 1269).
6. Godofredo de Lusignan (c. 1226 a 1274). Casado en 1259 con Juana, vizcondesa de Châtellerault, con quien tuvo hijos.
7. Guillermo de Lusignan (c. 1228 a 1296). conde de Pembroke. Casado con Joan de Munchensi, con quien tuvo hijos.
8. Margarita de Lusignan (c. 1229 a 1288). Casada en primer lugar en 1243 con  Raimundo VII de Tolosa, en segundo lugar c. 1246 con Aimery IX de Thouars, Vizconde de Thouars y tuvieron hijos.
9. Isabel de Lusignan (1234 - 14 de enero de 1299). Casada en primer lugar antes de 1244 con Mauricio IV de Craon (1224-1250), con quien tuvo descendencia, se casó en segundo lugar con Geoffrey de Rancon.

Adversario de Blanca de Castilla y de Alfonso de Poitiers, fue derrotado, finalmente, en 1242 en Taillebourg.